# Corte del Sur
La Corte del Sur (南朝 Nanchō?) fue una dinastía de cuatro emperadores de Japón, el Emperador Go-Daigo y sus descendientes, donde fundaron su propia corte noble y reclamaron la soberanía del país durante el período Nanboku-chō, entre 1336 y 1392, usurpada por la Corte del Norte. El período terminó cuando la Corte del Sur perdió definitivamente la guerra y forzosamente aceptaron la legitimidad de la Corte del Norte. Dio como resultado que los posteriores emperadores japoneses descendieron de la Corte del Norte, aunque póstumamente se le dio legitimidad a los emperadores del Corte del Sur durante el período Nanboku-chō.
Los descendientes del sur son conocidos también como la "línea junior" y la línea Daikakuji (大覚寺統 Daikakuji-tō?), donde el Daikaku-ji fue el lugar de enclaustramiento del Emperador Go-Uda, un gobernante del sur. También fue conocido con el nombre de Corte de Yoshino (吉野朝廷 Yoshino chōtei?) debido a que la capital estuvo ubicada en sus comienzos en la localidad de Yoshino, prefectura de Nara.

## Antecedentes
La génesis de la división de la corte imperial se remonta al Emperador Go-Saga, que reinó entre 1242 y 1246. Go-Saga fue sucedido por dos de sus hijos, el Emperador Go-Fukakusa y el Emperador Kameyama, quienes se turnaron en el trono. Esto sucedió porque en 1272 en su lecho de muerte, Go-Saga insistió en que sus hijos adoptaran un plan para que los futuros emperadores de las dos líneas fraternales pudieran ascender al trono en una sucesión alternativa.

## División de las cortes
En 1333, cuando el Emperador Go-Daigo del sur lideró la Restauración Kenmu y organizó una revuelta contra el shogunato Kamakura, el Shōgun declaró al Emperador Kōgon, como nuevo emperador de Japón. Kōgon era primo segundo en segunda generación de Go-Daigo e hijo del Emperador Go-Fushimi, de la línea Jimyōin, rival del Daikakuji. Luego de la destrucción del shogunato, Kōgon perdió su poder, sin embargo, su hermano el Emperador Kōmyō y dos de sus hijos tuvieron el apoyo del nuevo shogunato Ashikaga desde 1336 como clamantes en derecho al trono.
Cuando el líder del clan Ashikaga, Ashikaga Takauji, llegó a Kioto, Go-Daigo intentó infructuosamente armar una resistencia y no quedó otra opción que entregar los Tesoros Sagrados a los aliados de Ashikaga, como un intento de reconciliación. El 20 de septiembre de 1336, Takauji decidió respaldar a la rama Jimyōin de la Familia Imperial y entronizó al Emperador Kōmyō. Go-Daigo debió huir al templo de Enryaku-ji en el Monte Hiei y luego la localidad montañosa de Yoshino (en la actual prefectura de Nara); el emperador declaró que poseía los Tesoros Sagrados originales y que los que entregó a Takauji eran falsos, por lo que la entronización de Kōmyō era inválida. No obstante, Takauji desconoció dicha aseveración y persistió con el reconocimiento de Kōmyō como emperador legítimo.
Todos los miembros de la rama Jimyōin y sus aliados conformaron la Corte del Norte (北朝 Hokuchō?) y los miembros y aliados de la rama Daikakuji conformaron la Corte del Sur (南朝 Nanchō?); de estas dos denominaciones se conjuga la palabra Nanbokuchō (南北朝?) para designar al período donde coexistieron ambas dinastías. La designación de «Norte» y «Sur» en las dinastías se refieren a las posiciones de las capitales de ambas cortes (Kioto se encontraba al norte, con respecto a Yoshino, que estaba en el sur). 

### Consolidación de la Corte del Sur

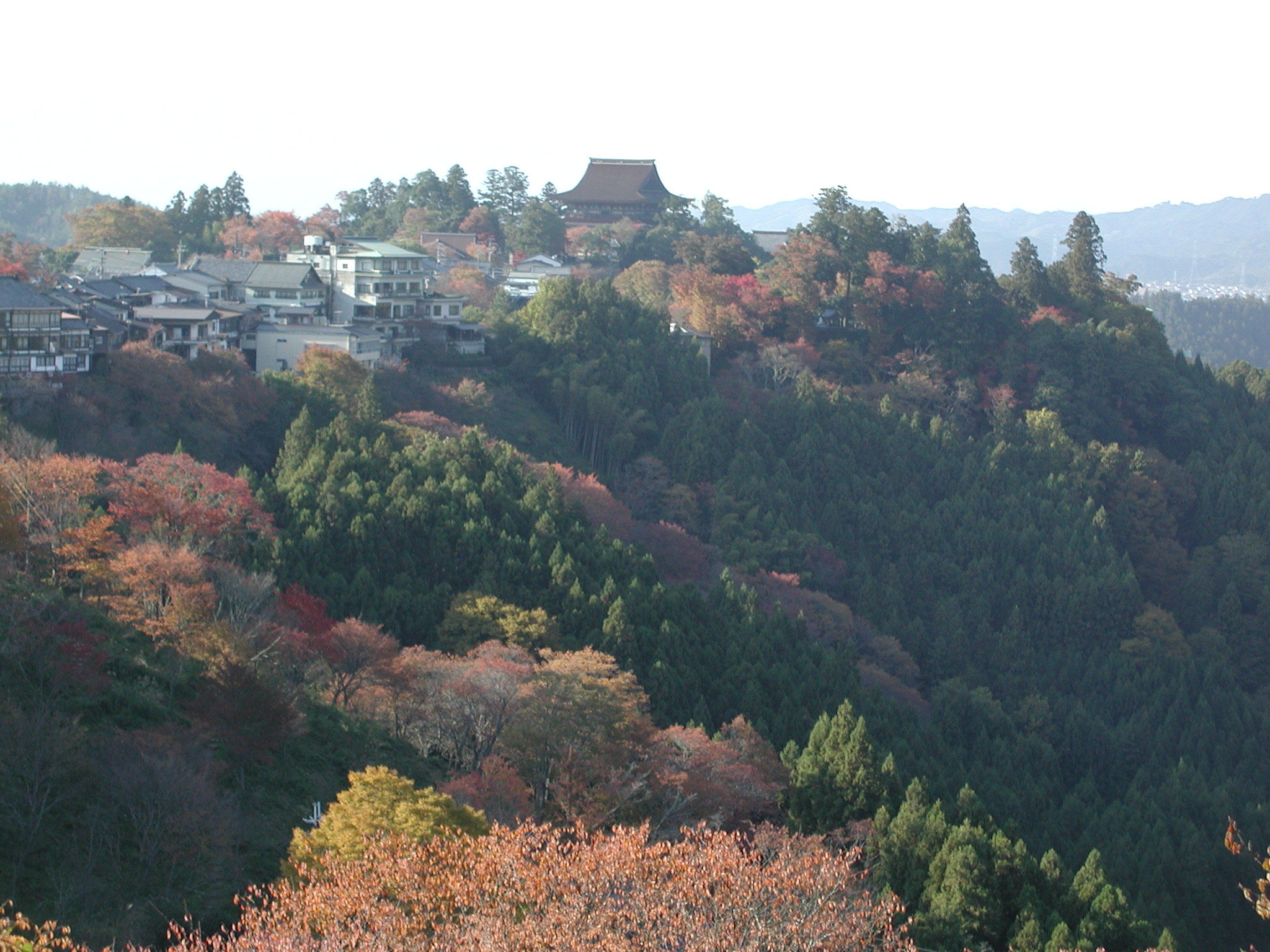
Las montañas de Yoshino sirvieron como capital de la Corte del Sur durante la era Nanboku-chō.

La polarización de ambas cortes emergió en una nueva guerra, en donde Go-Daigo decidió enviar al Príncipe Kaneyoshi al sur en la isla de Kyūshū, al Príncipe Muneyoshi a la región de Kantō, al Príncipe Noriyoshi a la provincia de Mutsu y al Príncipe Tsuneyoshi y Nitta Yoshisada al norte en la región de Hokuriku, en un intento de asegurar territorios a la Corte del Sur; no obstante, las fuerzas de la Corte del Sur eran inferiores numéricamente comparadas con la Corte del Norte y sufrió un rápido desgaste. 
En el sitio de Kanegasaki de 1337, en la norteña provincia de Echizen, la fortaleza principal de Nitta Yoshisada fue asediada por tres meses por las fuerzas de Takauji, comandadas por Kō no Moroyasu. Tras el asalto final, el 7 de abril de 1337, tanto el Príncipe Takanaga como Nitta Yoshiaki, hijo de Yoshitada, cometieron el seppuku y el Príncipe Tsunenaga fue asesinado. También en el mismo año, el Príncipe Noriyoshi debió retirarse de Mutsu y regresar a Yoshino, tras la toma de la provincia por la Corte del Norte. 
Hacia 1338, Takauji decidió tomar de manera formal el título de shōgun con el objetivo de refundar el gobierno militar dirigido por los samurái, y que había sido extinguido en 1333, pero esta vez con la dirección del clan Ashikaga; en este momento se fundaría el shogunato Ashikaga. La capital del shogunato sería trasladado de Kamakura a Kioto.
La consolidación del shogunato por Takauji ocasionó que la influencia de la Corte del Sur menguara de manera significativa. Nitta Yoshisada murió de un flechazo en el primer sitio de Kuromaru en 1338, y el emperador Go-Daigo debió abdicar en 1339 a favor de su hijo, el Emperador Go-Murakami, de sólo once años; en el mismo año murió Go-Daigo. También en 1339, Kitabake Chikafusa sufrió un asedio en su castillo en la provincia de Hitachi que duró cuatro años y que al final las fuerzas del shogunato lograron vencer, Chikafusa pudo escapar en dirección a Yoshino, convirtiéndose en el consejero principal de Go-Murakami.
Durante la primera mitad de la década de 1340, el poder militar de la Corte del Sur no tenía recursos y sólo se circunscribía en la defensa del palacio en Yoshino y sus alrededores; no obstante, el clan Kusunoki, que mantenía lealtad al Emperador del Sur, logró expandir el territorio hacia las provincias de Kii, Settsu e Izumi, luego de una revuelta contra el shogunato en 1347. 

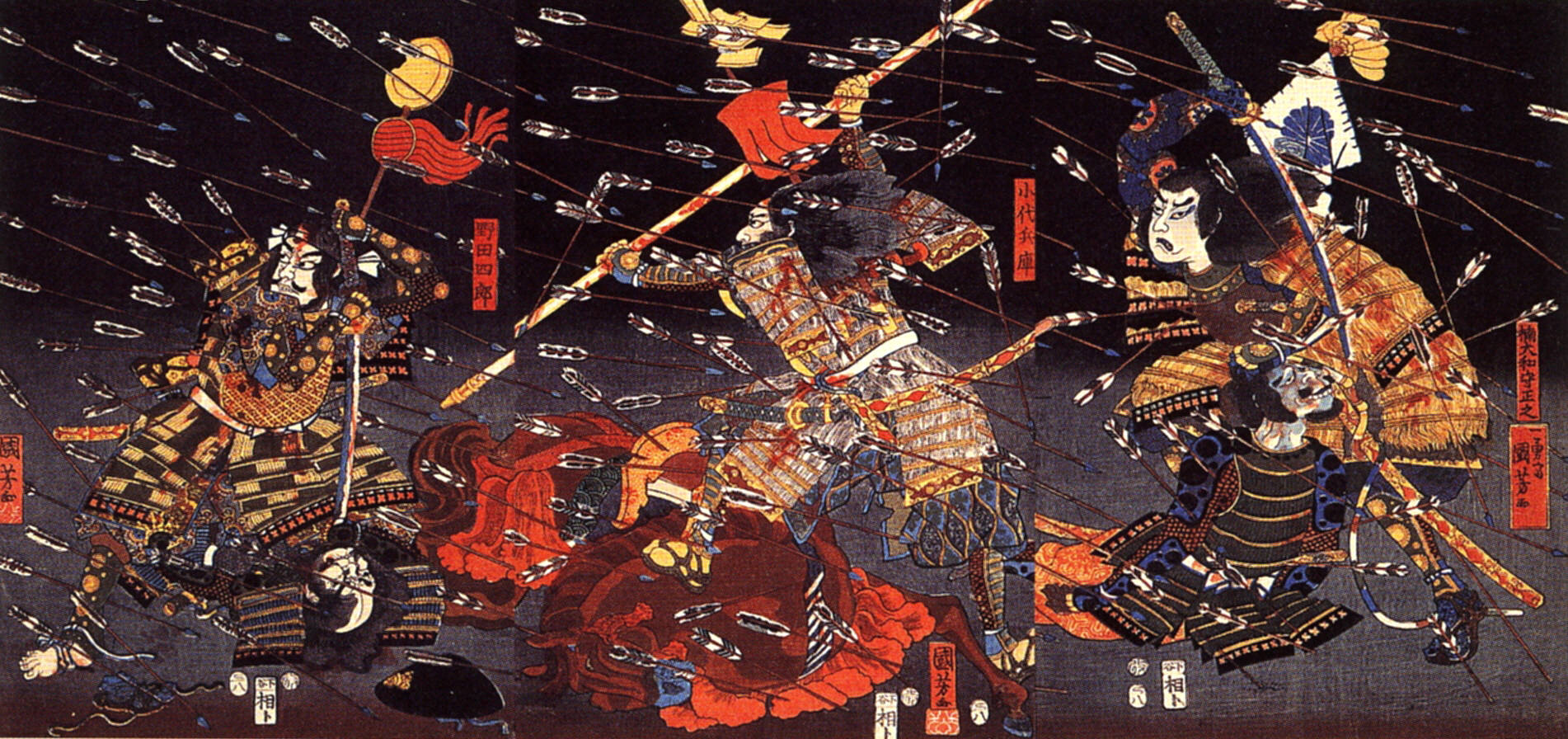
La muerte de Kusunoki Matsatsura en la batalla de Shijō Nawate en 1348, pintura de Utagawa Kuniyoshi.

Temiendo que la ofensiva de la Corte del Sur aumentase, las fuerzas del shogunato y de la Corte del Norte decidieron atacar directamente Yoshino en 1348 durante la Batalla de Shijō Nawate. Tanto Kō no Moroyasu y su hermano Moronao, comandaron las fuerzas del norte; mientras que Kusunoki Masatsura, hijo de Masashige, y Kitabake Chikafusa, comandarían las fuerzas del sur. Las fuerzas de la Corte del Norte lograron penetrar al palacio de Yoshino, pero tanto el emperador como los miembros principales de la corte habían logrado huir hacia la localidad de Anō, (actual ciudad de Gojō, prefectura de Nara) en la provincia de Yamato; mientras que Masatsura falleció al recibir una gran cantidad de flechas y decidió cometer el seppuku. A partir de este momento la influencia tanto de la Corte del Norte como del shogunato habían vuelto a crecer, forzando a la Corte del Sur únicamente gobernar en su palacio.
Sin embargo, hacia 1351, Ashikaga Tadayoshi, hermano de Takauji, había tenido una discrepancia severa contra su hermano, sobre todo con las aspiraciones de poder de Takauji. Con esta diferencia se enfrentó a los hermanos Kō, pero fue expulsado del shogunato, se convirtió en un monje y posteriormente huyó a Yoshino volviéndose aliado de la Corte del Sur. Tadayoshi había reorganizado el ejército del sur y dispuso atacar directamente Kioto; al llegar a la capital del norte, las fuerzas de Tadayoshi tomaron rápidamente la ciudad, asesinaron a los hermanos Kō y se da inicio a la Revuelta Kan'ō. Takauji decidió pedir la tregua y la reconciliación con su hermano, a cambio de que el shōgun aceptara su fidelidad a la Corte del Sur; el 26 de noviembre de 1351 el Emperador Sukō de la Corte del Norte fue obligado a abdicar. Esta reunificación se conocería como la «Reunificación Shōhei».
El intento de reunificar ambas cortes, sin embargo, se vio frustrado en 1352, con la muerte de Tadayoshi. La Corte del Sur, a manos de Kusunoki Masanori, aprovechó la ocasión para tomar militarmente Kioto en la Batalla de Shichijō Ōmiya, venciendo a Ashikaga Yoshiakira, hijo de Takauji y heredero del shogunato; en esta toma se realiza el secuestro de los retirados emperadores de la Corte del Norte: el Emperador Kōgon, el Emperador Kōmyō y el Emperador Sukō, adicionalmente del Príncipe heredero, el Príncipe Imperial Naohito. Nitta Yoshimune, de la Corte del Sur, también lanzó una ofensiva y ocupó la ciudad de Kamakura. Sin embargo, el shogunato decidió lanzar una contraofensiva y logra recuperar Kioto y Kamakura, pero los emperadores secuestrados fueron movilizados a Otokoyama en la provincia de Yamashiro. Adicionalmente, Ashikaga Tadafuyu, sobrino de Takauji e hijo de Tadayoshi, y Yamana Tokiuji decidieron aliarse con la Corte del Sur.
Se intentó rescatar a los emperadores de la Corte del Norte, en un ataque de Yoshiakira, pudieron escapar brevemente a la provincia de Kawachi, pero fueron recapturados y enviados a la capital de la Corte del Sur, en Yoshino. Con la situación de que no había emperador en Kioto, el shogunato, con el apoyo de Yoshiakira, designó el 25 de septiembre de 1352 al Príncipe Imperial Iyahito, de 16 años como nuevo emperador de la Corte del Norte, con el nombre de Emperador Go-Kōgon.
A pesar de que la Corte del Norte ya poseía un emperador, la Revuelta Kan'ō persistió. Kioto fue tomada por las fuerzas de la Corte del Sur en 1353, 1354 y 1355, aunque rápidamente el shogunato retomaba continuamente la ciudad. Con el vaivén de la revuelta, Go-Kōgon fue obligado por el shogunato a mudarse de Kioto hacia la provincia de Ōmi y otros lugares, con el fin de evitar un secuestro. Aun así, hasta 1358 se mantuvo la amenaza de la Corte del Sur de tomar Kioto, cuando finalizó la revuelta y se restableció lentamente el orden. Con respecto a los emperadores secuestrados, el Emperador Kōmyō pudo regresar a Kioto en 1355 y se convirtió en un monje budista hasta su muerte; el Emperador Sukō regresó en 1357 e intentó convencer al shogunato de nombrar a su hijo como heredero imperial, reclamando su destronamiento en el intento de reunificación de 1351, pero el shogunato decidió nombrar príncipe heredero al hijo del Emperador Go-Kōgon; el Emperador Kōgon fue el único que permaneció bajo arresto domiciliario en Yoshino hasta su muerte en 1364.
Con la muerte de Ashikaga Takauji, el 7 de junio de 1358, el título de shōgun recayó en manos de su hijo, Yoshiakira; en ese momento el shogunato entra una serie de disputas internas. Con la llegada de la década de 1360, tanto la Corte del Norte como el shogunato estaban inmersos en una disputa política y habían desistido de atacar a las fuerzas de la Corte del Sur. En ese incidente el oficial del shogunato Hosokawa Kiyouji, se había pasado al bando de la Corte del Sur y junto a Kusunoki Masanori, un antiguo aliado del shogunato, habían retomado Kioto a finales de 1361, aunque sólo la ocupación duró 18 días ya que Yoshiakira realizó un contraataque y recuperó la ciudad. La Corte del Sur consideró que tomar directamente Kioto era muy riesgoso, por lo que decidió concentrar el poder en diversas regiones del país; en 1365, el Príncipe Kaneyoshi, hermano del Emperador Go-Murakami, había logrado conquistar la isla de Kyūshū. No obstante, durante la segunda mitad de la década, los conflictos habían disminuido de intensidad en ambos bandos y entre ambas cortes se estaba pensando en negociar la reunificación.

### Declive de la Corte del Sur
El 29 de marzo de 1368, el emperador Go-Murakami falleció repentinamente a la edad de 40 años; fue sucedido por su hijo el Emperador Chōkei, de 25 años, quien fue entronizado en el templo Sumiyoshi Taisha (al sur de la ciudad de Osaka), capital temporal de la Corte del Sur por diez años, y su reinado fue considerado dudoso hasta 1926 cuando se decidió oficialmente agregar en la lista de emperadores. El Emperador Chōkei revivió la idea de confrontar a la Corte del Norte, a pesar de los pocos recursos de su ejército. En cambio, con la muerte repentina de Yoshiakira en 1367 y el nombramiento de su hijo, Ashikaga Yoshimitsu, de diez años como shōgun en 1368, con la regencia de Hosokawa Yoriyuki generó en una renovación de las fuerzas del shogunato. En 1369, Kusunoki Masanori abandonó el comando de la Corte del Sur, tras desacuerdos con el emperador y se unió al shogunato.
Hacia 1370, el shogunato Ashikaga decidió enviar al comandante y poeta Imagawa Sadayo hacia Kyūshū, que llevaba alrededor de cinco años como principal feudo de la Corte del Sur. Las estrategias de Sadayo lograron dominar la mitad septentrional de la isla en 1372, y había reducido significativamente la resistencia del Príncipe Kanenaga hacia 1374, obteniendo el apoyo de los principales clanes locales como el clan Shimazu, Otomo y Shioni. Sin embargo, Sadayo creyó que el líder del clan Shioni lo traicionaría y lo asesinó, causando la ruptura de la alianza con el clan Shimazu. Con esta distensión, el Príncipe Kanenaga logró reorganizarse y forzó a Sadayo hacia el norte de la isla. Éste intentó pedir ayuda al shogunato, pero nunca recibió respuesta y el conflicto se extendería hasta la muerte del Príncipe Kanenaga en 1383 y la muerte del líder del clan Shimazu en 1385; a partir de estos hechos, el shogunato pudo asegurar la totalidad de la isla. 
Durante gran parte de la década de 1370, la estrategia política de ambas cortes se mantenía en un punto muerto, con esporádicas escaramuzas; esta situación provocó una estabilización política en ambas facciones. Hacia la década de 1380, ya era casi insostenible la situación militar en la Corte del Sur, pero con el regreso de Kusunoki Masanori en 1380 al comando de éste pudo prolongar la defensa de los territorios del sur. Hacia 1383, el Emperador Chōkei abdicó a favor de su hermano menor, el Emperador Go-Kameyama; y a diferencia del Emperador Chōkei, que mantuvo una actitud belicista contra el shogunato y había causado disconformidad dentro de la Corte del Sur, Go-Kameyama reinició la negociación con la Corte del Norte, teniendo el visto bueno del shogunato. Durante el reinado de Go-Kameyama se dio el proceso de desmantelamiento y declive final de la Corte del Sur hacia la década de 1390.

## Reunificación
Finalmente, el 19 de noviembre de 1392, tras una serie de conversaciones bajo la mediación del shōgun Yoshimitsu; el Emperador de la Corte del Sur, Go-Kameyama viajó desde Yoshino hasta Kioto y le entregó los Tesoros Sagrados al Emperador Go-Komatsu de la Corte del Norte; este suceso marcó la reunificación de las Cortes Imperiales bajo el «Tratado de paz de Meitoku» (明徳の和約 Meitoku no wayaku?) y el fin de la era Nanboku-chō. Esta reunificación se cumpliría con la condición de que Go-Kameyama abdicaría a favor de Go-Komatsu y que se restablecería el sistema de alternancia del poder entre las ramas Daikakuji y Jimyōin previo al inicio de la división entre las cortes.
Desde ese momento, el reconocimiento de la Corte del Sur como gobernantes legítimos fue reprimido hasta la clandestinidad, ya que los próximos emperadores descenderían de la rama Jimyōin; de hecho, los Emperadores de la Corte del Norte que reinaron durante la era Nanbokuchō fueron considerados como legítimos y los Emperadores de la Corte del Sur eran considerados meros pretendientes. No fue hasta 1911, que el Emperador Meiji reconsideró la línea de sucesión durante la era Nanboku-chō y sobre la base de que los Emperadores de la Corte del Sur poseían los Tesoros Sagrados durante el conflicto, la Corte del Sur era la rama legítima de emperadores, y los Emperadores de la Corte del Norte son considerados como pretendientes; excepto en el caso del Emperador Go-Komatsu, cuyo reinado es considerado como pretendiente desde 1382 hasta 1392, y legítimo desde 1392, en el momento de la reunificación.

## Emperadores de la Corte del Sur
|                      |
| Go-Daigo (1336-1339) |

|                         |
| Go-Murakami (1339-1368) |

|                    |
| Chōkei (1368-1383) |

|                         |
| Go-Kameyama (1383-1392) |